# Distrito electoral de Brownville (condado de Nemaha, Nebraska)
Brownville (en inglés: Brownville Precinct) es un distrito electoral ubicado en el condado de Nemaha en el estado estadounidense de Nebraska. En el Censo de 2010 tenía una población de 399 habitantes y una densidad poblacional de 3,28 personas por km².

## Geografía
Brownville se encuentra ubicado en las coordenadas 40°24′52″N 95°42′55″O / 40.41444, -95.71528. Según la Oficina del Censo de los Estados Unidos, Brownville tiene una superficie total de 121.65 km², de la cual 119.87 km² corresponden a tierra firme y (1.46%) 1.78 km² es agua.

## Demografía
Según el censo de 2010, había 399 personas residiendo en Brownville. La densidad de población era de 3,28 hab./km². De los 399 habitantes, Brownville estaba compuesto por el 96.74% blancos, el 0.25% eran amerindios, el 0.25% eran asiáticos, el 1.5% eran de otras razas y el 1.25% pertenecían a dos o más razas. Del total de la población el 2.26% eran hispanos o latinos de cualquier raza.